# Ewaldsee
Der Ewaldsee ist ein Stillgewässer auf dem Gebiet der Ruhrgebietsstädte Gelsenkirchen (kreisfrei) und Herten (Kreis Recklinghausen) in Nordrhein-Westfalen.
Der etwa 13 ha große Baggersee ist etwa 580 Meter lang, maximal etwa 320 Meter breit und entstand durch den Bau der A 2, die unweit nördlich verläuft. Hier fließen nördlich der Resser Bach, westlich der Holzbach und verlaufen westlich die Landesstraßen L 638, südwestlich L 630 und östlich L 644.
Der See hat Anteil an drei Naturschutzgebieten (NSG) bzw. liegt davon unweit entfernt:
- das etwa 38 ha große NSG Emscherbruch mit Ewaldsee umschließt den größten – westlichen – Teil
- das etwa 81 ha große NSG Hertener Emscherbruch enthält einen kleinen – östlichen – Teil
- das etwa 31,5 ha große NSG Im Emscherbruch, nördlich des Ewaldsees erstreckt sich in der Nähe nördlich des Sees